# Карабатир
Карабати́р (каз. Қарабатыр) — село у складі Камистинського району Костанайської області Казахстану. Адміністративний центр та єдиний населений пункт Карабатирського сільського округу.
У радянські часи село називалось Аксу.
Населення — 853 особи (2021; 1025 у 2009, 1252 у 1999, 1219 у 1989).